# ويليام هنري جيبس
ويليام هنري جيبس هو سياسي كندي، ولد في 29 نوفمبر 1823، وتوفي في 5 نوفمبر 1902. انتخب عضو مجلس العموم الكندي.